# Pierre-Antoine Rascas
Pierre-Antoine Rascas, signore di Bagarris e Bourguet (Aix-en-Provence, 15 febbraio 1562 – Aix-en-Provence, 14 aprile 1620), è stato un numismatico e antiquario francese.
Fu avvocato al Parlement d'Aix, e un fondatore della scienza della numismatica storica. 

## Biografia
Enrico IV riconobbe il suo valore, e lo pose a capo della collezione reale di medaglie e antichità conservate a Fontainebleau, che ha costituito uno dei nuclei del reale Cabinet des Médailles, ora un dipartimento della Biblioteca nazionale di Francia.
Rascas de Bagarris, come è conosciuto, aumentò la collezione reale con la propria.
Ebbe l'idea di mettere assieme una collezione di monete antiche, che avrebbe costituito una galleria illustrata dei sovrani dell'antichità classica, come una curiosità informativa.
Nel 1611 consigliò Enrico IV di rinnovare la tradizione dell'antichità con l'emissione di raffinate medaglie per festeggiare eventi pubblici e privati del suo regno, un programma di propaganda che fu adottato con una certa coerenza da Luigi XIV.
La sua richiesta del 10 gennaio 1613, quando era intendant des Médailles et Antiques du roy, 
per un'autorizzazione per coniare monete-medaglie (monnaies-médailles) di rame del valore nominale di sei denari fu inviata alla Cour des monnaies. Una richiesta simile è datata 30 gennaio 1616.
Rascas de Bagarris ebbe responsabilità più ampie: egli ha redasse il primo inventario superstite della collezione reale di quadri, verso il 1625.
Dopo l'assassinio di Enrico, Rascas de Bagarris ritornò ad Aix con il titolo onorario di conseiller du roi, intendant des mers atlantiques ("Consigliere del Re, soprintendente per il mare Atlantico"). Servi come primicier all'Università di Aix.
Il suo protetto Nicolas-Claude Fabri de Peiresc, anch'egli membro del Parlamento di Aix, ricevette da Rascas de Bagarris la sua formazione di connoisseur di antichità e di monete e medaglie. (Alphéran)